# Matic Marentič
Matic Marentič, glasbenik kitarist, pevec * 27. september 1994, Postojna.
Z glasbo se je pričel ukvarjati v mali šoli, ko je obiskoval Osnovno Glasbeno Šolo Postojna. Dokončal je nižjo šolo klavirja (7 let). Pri desetih je začel še z učenjem kitare, najprej kot samouk, kasneje pa ga je pod svoje vajeti prevzel Eki Alilovski iz zasedbe Mary Rose.
Konec leta 2010 je na eni zmed njegovih turnej spoznal Paula Gilberta (Mr. Big), ki ga je v sklopu delavnice tudi sam poučeval. Vmes se je učil petja pri Žanilu Tataju (prav tako Mary Rose), od l. 2012 pa ga poučuje Darja Švajger.

## Glasbena pot
Leta 2006 je ustanovil skupino STOP, s katero so preigravali znane rock uspešnice. Leta 2009 se je pridružil skupini Črna Gradnja (kasneje preimenovana v Norton) iz Postojne, v kateri je najprej igral le solo kitaro, kasneje pa prevzel tudi glavni vokal. Igral je tudi v akustični skupini Transacoustica - tudi v tej skupini je igral kitaro ter pel enega od glavnih vokalov. Leta 2013 je s skladbo 005 (Marino Legovič glasba, Leon Oblak besedilo) sodeloval in zmagal na festivalu FeNS.
Kasneje je začel s solo projektom in decembra 2015 izdal prvenec M, ki vključuje 13 pesmi. Plošča je bila posneta v studiu Jork v Dekanih, pod okriljem Jadrana Ogrina. Leta 2018 pa je v sklopu zaključka študija (IAM) posnel sedem novih pesmi, pri samem projektu pa deloval tudi kot producent. S samostojno zasedbo je sodeloval tudi na izborih Volkswagen Rocks, kjer se je prebil do finala.

### M
1. Besede
2. Le poglej jo
3. Srčni kralj
4. Kdo
5. 005 (bonus FeNS 2013)
6. Hočem le
7. Za vse dneve
8. Pravi čas
9. Profesor
10. Princ na belem konju
11. 1:05 (bonus)
12. Enaki
13. Knjiga vseh mojih predstav

Marca 2019 je premierno izšel videospot za prvo izmed novih pesmi, in sicer za pesem Len dan. Pesem je dosegla velik radijski odmev - vrti se na postajah nacionalne RTV, pa tudi na frekvenah zasebnih radiev. Postala je pomladna pesem in pol na Radiu Koper, tekmovala pa je tudi za popevko tedna na Valu 202. Junija 2019 je zasedba Matic Marentič & V. Dimenzija nastopila na svojem prvem večjem festivalu, Gora Rocka.
Marca 2020 je izdal drugi single, Izbriši me s seznama. V septembru 2020 sta skupaj s primorskim glasbenikom Kevinom Koradinom ustvarila nov skladbo, Kje sva ostala, ki je v novembru, s pomočjo Maja Velerija dobila tudi svoj video. Konec septembra 2021 je izšel nov plod sodelovanja s Kevinom Koradinom; pod okriljem založbe Dallas Records je izšla nova pesem Brez meja. Premiero je doživela na strani 24ur, na radiu Koper pa postala jesenska pesem in pol.

## Povezave
1. RTV Koper Nočni gost
2. Matic Marentič predstavlja novo skladbo Len dan
3. Matic Marentič ima rad lenobne dneve
4. Primorske novice; Kje sva ostala
5. Izbor za 18. FeNS 2013 – Nova scena
6. 24ur.com: Matic Marentič z novo pesmijo hrepeni po svobodi
7. Dallas Records: Matic Marentič - Brez meja
8. Brez meja - Pesem in pol na Radiu Koper